# Arroyo de Liza
Arroyo de Liza är en ort i Mexiko.   Den ligger i kommunen San Andrés Tuxtla och delstaten Veracruz, i den sydöstra delen av landet, 400 km öster om huvudstaden Mexico City. Arroyo de Liza ligger 14 meter över havet och antalet invånare är 361.
Terrängen runt Arroyo de Liza är kuperad söderut, men västerut är den platt. Havet är nära Arroyo de Liza åt nordost. Runt Arroyo de Liza är det ganska tätbefolkat, med 139 invånare per kvadratkilometer. Närmaste större samhälle är La Nueva Victoria, 9,2 km sydväst om Arroyo de Liza. Omgivningarna runt Arroyo de Liza är en mosaik av jordbruksmark och naturlig växtlighet.